# 百姓代
百姓代（日语：／）是指日本江户时代百姓阶层出身的村役人，与庄屋（名主）、组头（年寄）并列为“地方三役”之一。  
百姓代的职责是代表村中的百姓，向名主和组头传达百姓的意见，同时监督名主的行为，防止其舞弊。与名主和组头通常采用世袭或特定家族轮流担任的方式不同，百姓代一般由全体村民共同推选产生。然而，现存史料和记录较少，且与名主、组头不同，百姓代并非在所有村庄中都设有。  
在北海道、樺太和北方领土，亦设有相当于百姓代的职位——土产取，通常由虾夷的有力者担任，并由松前藩或箱馆奉行按“撫育政策”任命。到了幕末，土产取被改称为百姓代。